# Arne Bergodd
Arne Bergodd, född den 16 augusti 1948 i Drammen i Norge, är en norsk roddare.
Han tog OS-silver i fyra utan styrman i samband med de olympiska roddtävlingarna 1976 i Montréal.